# Лугова Олена Іллівна
Олена Іллівна Лугова (20 липня 1928, Київ) — український історик, краєзнавець, дослідниця історії України другої половини ХІХ — початку XX століття, кандидат історичних наук.

## Біографія
Народилася 20 липня 1928 року в Києві. У 1949 році закінчила історичний факультет Київського університету. У 1949–1950 роках викладала історію в педагогічному училищі в місті Корсунь-Шевченківському. У 1950–1952 роках — молодший науковий співробітник воєнно-історичного відділу, у 1952–1953 роках — молодший науковий співробітник. відділу археографії, у 1953–1965 роках — молодший науковий співробітник відділу історії капіталізму, у 1965–1966 роках — старший науковий співробітник відділу історії досоціалістичних формацій, у 1966–1975 роках — відділу історії капіталізму, у 1975–1981 роках — старший науковий співробітник відділу історії міст і сіл УРСР, у 1981–1989 роках — старший науковий співробітник відділу історико-краєзнавчих досліджень Інституту історії АН УРСР. У 1961 році, під керівництвом доктора історичних наук Ф. Є. Лося, захистила кандидатську дисертацію на тему: «Сільськогосподарський пролетаріат півдня України в другій половині XIX ст.». За статтю «Про становище України в період капіталізму» (1967) піддавалась різкій критиці з боку ЦК КПУ та зазнавала гонінь в Інституті, впродовж п'яти років їй фактично було заборонено друкуватись. З 1991 — викладач, завідувач науково-редакційного відділу Інституту туризму Федерації профспілок України, науковий редактор збірника «Туристично-краєзнавчі дослідження».

## Праці
- Зародження робітничого класу на Україні. Середина XVIII ст. — 1861 р.: 3бірка документів і матеріалів. — Київ, 1982 (автор передмови, старший упорядник);
- Революційна боротьба трудящих України в 1905—1907 рр. — Київ., 1980 (у співавторстві);
- Про становище України в період капіталізму // УІЖ. — 1967. — № 3;
- Сільськогосподарський пролетаріат Півдня України в період капіталізму. — Київ, 1965.

В складі редколегії брала участь у підготовці до друку:
- колективної монографії «История рабочего класса Украины» (Том 1. — Київ, 1971);
- збірки документів «Воссоединение Украины с Россией» (Київ, 1953);
- збірки «Революция 1905 года на Украине» (Київ, 1955).

Одна з авторів:
- тому «Історія міст і сіл Української РСР. Київська область» (Київ, 1971);
- багатотомної «Истории Украины» (Том 3. — Київ., 1971);
- восьмитомної «Історії Української РСР» (Том 3. — Київ., 1978)[1].